# Farid Chopel
Farid Chopel, de son vrai nom Farid Amar Rabia, né le 4 décembre 1952 à Paris et mort le 20 avril 2008 dans la même ville, est un comédien et chanteur français.

## Biographie
Sa mère kabyle vient vivre en France en 1937, à l'âge de 8 ans. Il n'a pas connu son père. Il vit quatorze ans à Bezons, cité du Grand Cerf. Il fait ses études au lycée de Montmorency ; en classe de première, il s'inscrit au club de théâtre de son lycée et y découvre sa vocation. Sa carrière commence en 1973, avec la troupe de théâtre gestuel expérimental Laïla. En 1980, son premier one-man-show intitulé « Chopelia » ne connaît que dix-sept représentations à Paris. Il se fait ensuite connaître en 1981 avec le spectacle Les Aviateurs, qu'il écrit et interprète avec Ged Marlon, spectacle qu'il reprend en 1992, toujours avec son compère Ged Marlon.
Artiste pluridisciplinaire, il joue, danse, chante et écrit ses spectacles. Icône des années 1980, il balade sa silhouette d'acteur burlesque dans les publicités Perrier, dans les premiers clips vidéo comme La Danse des mots de Jean-Baptiste Mondino, Ô Animaux de Stéphane Clavier ou Bamboleo des Gipsy Kings. Il se produit au Palace, haut-lieu des nuits parisiennes, ainsi qu'au cours de longues tournées, comme pour l'un de ses succès publics Chopelia, donné au festival d'Avignon (en « off »), mais aussi dans de nombreuses villes d'Europe.
Il est connu du grand public autant pour ses spectacles scéniques que pour ses apparitions au cinéma dans des films à grand public, dont Sac de nœuds de Josiane Balasko, La Vengeance du serpent à plumes de Gérard Oury, L'Addition de Denis Amar ou La Femme de mon pote de Bertrand Blier. Il participe au film C'est beau une ville la nuit, d'après les écrits éponymes de Richard Bohringer.
Il connaît une période difficile dans les années 1990 en raison de l'alcool et de la drogue. Il est notamment condamné pour « violence envers les animaux » après avoir tué son chien en le frappant contre un mur. Il revient en 2004 avec un spectacle salué par la presse, Le Pont du milieu. En 2005, il publie une autobiographie Et je danse encore, dans laquelle il revient sur son combat contre ses différentes addictions.
Souvent abonné aux rôles secondaires au cinéma, il obtient en 2008 le rôle principal du film Un si beau voyage de Khaled Ghorbal.
Le 20 avril 2008, il meurt d'un cancer foudroyant, quatre semaines après son diagnostic, lors de son hospitalisation à l'hôpital Cochin.
Farid Chopel repose au cimetière de Bezons, section des Anémones, division A3.

## Filmographie

### Cinéma
- 1983 : Les Princes (Tony Gatlif)
- 1983 : La Femme de mon pote (Bertrand Blier)
- 1984 : L'Addition (Denis Amar)
- 1984 : Les Fauves (Jean-Louis Daniel)
- 1984 : La Vengeance du serpent à plumes (Gérard Oury)
- 1985 : Sac de nœuds (Josiane Balasko)
- 1985 : Poésie en images (Abel Bennour) (court-métrage)
- 1985 : Cinématon #550 (Gérard Courant)
- 1986 : Suivez mon regard (Jean Curtelin)
- 1986 : Le Torero hallucinogène (film) (Stéphane Clavier) (court-métrage)
- 1987 : Iréna et les ombres (Alain Robak)
- 1987 : Jane B. par Agnès V. (Agnès Varda)
- 1991 : La Chair (La carne) (Marco Ferreri)
- 1992 : Un vampire au paradis (Abdelkrim Bahloul)
- 1996 : Mo' (Yves-Noël François)
- 1996 : Rainbow pour Rimbaud (Jean Teulé)
- 2007 : C'est Gradiva qui vous appelle (Alain Robbe-Grillet)
- 2008 : Un si beau voyage de Khaled Ghorbal : Mohamed

### Télévision
- 1989 : Le Banquet (Marco Ferreri)

## Discographie
- 1983 - Go Anywhere, single
- 1989 - Ô Animaux, single et maxi single

## Publication
- Brigitte Morel et Farid Chopel, Farid Chopel : et je danse encore !. – Paris : Privé, 2005. – 238 p.-[8] p. de pl., 21 cm. –  (ISBN 2-35076-006-5) [la notice bibliographique de la BNF n'est pas claire].